# Tymczasowy Rząd Federalny
Tymczasowy Rząd Federalny Somalii (TRF) (somal. Dowladda federaalka kumeelgaarka) – uznany przez społeczność międzynarodową rząd Somalii. Rząd wsparty jest przez Etiopię, Stany Zjednoczone oraz Organizację Narodów Zjednoczonych. TRF ma uprawnienia władzy wykonawczej, natomiast Tymczasowy Parlament Somalii ma uprawnienia władzy ustawodawczej. Rząd kierowany przez prezydenta Somalii, do którego gabinetu trafiają sprawozdania premiera.

## Premier Somalii
Obecnie premierem jest Abdiweli Mohamed Ali. Został mianowany przez Prezydenta Szarifa Szajha Ahmeda 23 czerwca 2011 roku.

## Historia
Historia powstania Tymczasowego Rządu Federalnego miała burzliwy przebieg. Stanowiła próbę przywrócenia instytucji rządowych w Somalii po 1991 roku, kiedy po upadku prezydenta Mohammeda Siad Barre nastąpił wybuch wojny domowej. TRF posiadał pewne wpływy w Somalii, aż do etiopskiej inwazji w 2006 roku, kiedy Unia Trybunałów Islamskich została wyparta z Mogadiszu. Wtedy inna islamistyczna grupa, Asz-Szabab przejęła kontrolę nad znacznymi terenami kraju w następnych miesiącach.

### Porozumienie pokojowe w Dżibuti
Przedstawiciele Tymczasowego Rządu Federalnego (TRF) i Sojuszu na rzecz Wyzwolenia Somalii (ARS) uczestniczyli w konferencji pokojowej w Dżibuti między 31 maja a 9 czerwca 2008. Podczas konferencji obecny był specjalny wysłannik ONZ do Somalii, w roli mediatora – Ahmedou Ould-Abdallah. Konferencja zakończyła się ogłoszeniem 9 czerwca 2008, 11-punktowego porozumienia pokojowego torującego drogę do zaprzestania wszystkich działań zbrojnych na terenie całej Somalii. Porozumienie pokojowe zakładało 90-dniowe zawieszenie broni, wycofanie w ciągu 120 dni sił etiopskich z Somalii i rozmieszczenie w ich miejscu pokojowych sił międzynarodowych, a także nieograniczony dostęp organizacji humanitarnych do rejonów dotkniętych działaniami wojennymi. Szejk Hassan Dahir Aweyss odrzucił porozumienie. Według niego, nikt nie upoważnił delegatów ARS  do udziału w konferencji w Dżibuti. 26 stycznia 2009, dzień po opuszczeniu kraju przez wojska Etiopii, Al-Shabaab przejęła kontrolę nad Baydhabo, zmuszając rząd do ucieczki do Dżibuti.